# Sinminhoe
Le Sinminhoe (hangeul : 신민회 ; hanja : 新民會 ; litt. « Nouvelle association du peuple ») est une association clandestine coréenne fondée en avril 1906 par Ahn Chang-ho, Shin Chae-ho, Park Eun-sik et Lim Chi Jung. Alors que l'Empire coréen devient un simple protectorat du Japon, et que des associations officielles comme le Club de l'indépendance sont dissoutes par le pouvoir, cette association vise à promouvoir l'indépendance du pays.